# Delrina
Delrina — канадская компания, основанная в Торонто в 1988 году, производившая программное обеспечение, и поглощённая американской компанией Symantec в 1995 году. Руководил компанией на протяжении всего времени её существования Деннис Бенни (англ. Dennis Bennie). Наиболее известные продукты компании — программы для компьютерной факсимильной связи DOSFax и WinFax, также компания выпускала серию продуктов для электронного заполнения формуляров, скринсейверы, персональные планировщики. Ежегодно компания почти удваивала годовой оборот, так, в 1989 году выручка компании составила 5,63 млн CAD, а в 1994 году — уже 101,11 млн CAD.

## Список программных продуктов
- Продукты Electronic Forms
  - Delrina PerForm — 1988
  - Delrina PerForm PRO — 1990
  - Delrina PerForm Tracer — 1991
  - Delrina PerForm PRO Plus — 1992
  - Delrina FormFlow — 1993
  - Delrina FormFlow 1.1 — 1994
  - PerForm for Windows 3.0 — 1994
- Мультимедиа-продукты
  - The Far Side Daily Planner and Calendar Publisher 3.0 — 1991
  - Delrina Intermission 4.0 Screen Saver — 1990
  - Opus 'n Bill Brain Saver — 1993
  - The Far Side Screen Saver Collection — 1994
  - Opus 'n Bill On The Road Again Screensaver — 1994
  - The Scott Adams Dilbert Screen Saver Collection — 1994
  - Echo Lake — 1995
- Продукты для факсимильной связи (произведенные Delrina)
  - WinFax 1.0 — 1990
  - WinFax PRO 2.0 — 1991
  - WinFax Lite — 1992
  - DosFax Lite — 1992
  - DosFax PRO 2.0 — 1992
  - WinFax PRO 3.0 — 1992
  - Delrina Fax PRO 1.5 for Macintosh — 1993
  - WinFax PRO for Networks — 1993
  - WinFax PRO 4.0 — 1994
  - WinFax Scanner — 1994
  - WinFax PRO 7.0 — 1995
- Продукты для факсимильной связи (произведённые Symantec)
  - WinFax PRO 7.5 (встроен в TalkWorks) — 1996
  - WinFax PRO 8.0 (встроен в TalkWorks PRO) — 1997
  - TalkWorks PRO 2.0 — 1998
  - WinFax PRO 9.0 — 1998
  - TalkWorks PRO 3.0 — 1999
  - WinFax PRO 10.0 — 2000
- Продукты Online Communications
  - Delrina Communications Suite (WinComm and WinFax) — 1993
  - WinComm (Standalone) — 1994
  - Cyberjack — 1995
  - CommSuite95 — 1995